# كليو ديفيس
كليو ديفيس (بالإنجليزية: Cleo Davis)‏ هو موسيقي أمريكي، ولد في 9 مارس 1919، وتوفي في 17 يوليو 1986.